# Ankylopteryx (Ankylopteryx) tesselata
Ankylopteryx (Ankylopteryx) tesselata is een insect uit de familie gaasvliegen (Chrysopidae), die tot de orde netvleugeligen (Neuroptera) behoort. De soort komt voor in India.